# 高知県の資格者配置路線
高知県の資格者配置路線（こうちけんのしかくしゃはいちろせん）とは、交通誘導警備業務に関し、道路又は交通の状況により、高知県公安委員会が道路における危険を防止するため必要と認める路線である。当該路線で交通誘導警備業務を実施するにあたっては、交通誘導警備業務を実施する場所ごとに、交通誘導警備業務1級検定又は2級検定の合格証明書の交付を受けた警備員を1名以上配置しなければならない。

## 告示・施行
- 2006年12月1日：告示　　高知県公安委員会告示第30号
- 2007年6月1日：施行

## 路線一覧
|    | 路線名             | 区間         |
| -- | ------------------ | ------------ |
| 1  | 国道32号           | 高知県の全域 |
| 2  | 国道33号           | 高知県の全域 |
| 3  | 国道55号           | 高知県の全域 |
| 4  | 国道56号           | 高知県の全域 |
| 5  | 国道194号          | 高知県の全域 |
| 6  | 国道195号          | 高知県の全域 |
| 7  | 国道197号          | 高知県の全域 |
| 8  | 国道321号          | 高知県の全域 |
| 9  | 国道381号          | 高知県の全域 |
| 10 | 国道439号          | 高知県の全域 |
| 11 | 県道春野赤岡線     | 全域         |
| 12 | 県道桂浜はりまや線 | 全域         |
| 13 | 県道桂浜宝永線     | 全域         |
| 14 | 県道高知南環状線   | 全域         |
| 15 | 県道高知土佐線     | 全域         |
| 16 | 県道土佐伊野線     | 全域         |
| 17 | 県道高知北環状線   | 全域         |
| 18 | 県道土佐山田野市線 | 全域         |
| 19 | 県道後免中島高知線 | 全域         |
| 20 | 県道南国野市線     | 全域         |
| 21 | 県道高知南国線     | 全域         |
| 22 | 県道北本町領石線   | 全域         |